# Championnat du Pakistan de football 2014-2015
Navigation
Édition précédente Édition suivante
La saison 2014-2015 du Championnat du Pakistan de football est la onzième édition de la National Premier League, le championnat de première division national pakistanais. Les équipes engagées sont regroupées au sein d'une poule unique où elles affrontent deux fois leurs adversaires, à domicile et à l'extérieur. En fin de saison, les deux derniers du classement sont relégués et remplacés par les deux meilleures équipes de deuxième division.
C'est le K-Electric FC qui remporte la compétition cette saison après avoir terminé en tête du classement, avec trois points d'avance sur Pakistan Army et six sur Pakistan Air Force FC. C'est le tout premier titre de champion du Pakistan de l'histoire du club.
Du fait de la disparition de la Coupe du président de l'AFC, à partir de cette saison, le champion du Pakistan se qualifie pour le tour préliminaire de la Coupe de l'AFC 2016.

## Participants
- Pakistan Army
- WAPDA FC
- Khan Research Laboratories FC
- Karachi Port Trust FC
- Pakistan Railways FC - Promu de D2
- PIA FC
- National Bank of Pakistan
- Afghan FC
- Baloch FC Quetta - Promu de D2
- K-Electric FC[1]
- Pakistan Air Force FC
- Muslim Club

## Compétition

### Classement
Le classement est établi sur le barème de points classique : victoire à 3 points, match nul à 1, défaite à 0.
| Rang | Équipe                            | Pts | J  | G  | N | P  | Bp | Bc | Diff |
| ---- | --------------------------------- | --- | -- | -- | - | -- | -- | -- | ---- |
| 1    | K-Electric FC                     | 48  | 22 | 15 | 3 | 4  | 43 | 20 | +23  |
| 2    | Pakistan Army                     | 45  | 22 | 13 | 6 | 3  | 30 | 7  | +23  |
| 3    | Pakistan Air Force FC             | 42  | 22 | 12 | 6 | 4  | 38 | 14 | +24  |
| 4    | PIA FC                            | 38  | 22 | 11 | 5 | 6  | 28 | 18 | +10  |
| 5    | WAPDA FC                          | 36  | 22 | 10 | 6 | 6  | 31 | 14 | +17  |
| 6    | Khan Research Laboratories FC'T'C | 31  | 22 | 8  | 7 | 7  | 19 | 16 | +3   |
| 7    | National Bank of Pakistan         | 30  | 22 | 8  | 6 | 8  | 21 | 17 | +4   |
| 8    | Muslim Club                       | 29  | 22 | 8  | 5 | 9  | 26 | 26 | 0    |
| 9    | Karachi Port Trust FC             | 29  | 22 | 9  | 2 | 11 | 29 | 38 | -9   |
| 10   | Afghan FC                         | 23  | 22 | 6  | 5 | 11 | 24 | 29 | -5   |
| 11   | Pakistan Railways FCP             | 10  | 22 | 1  | 7 | 14 | 13 | 45 | -32  |
| 12   | Baloch FC QuettaP                 | 4   | 22 | 0  | 4 | 18 | 6  | 64 | -58  |

|  | Qualification pour la Coupe de l'AFC 2016                                                |
|  | Relégation directe en deuxième division                                                  |
|  | T : Tenant du titre C : Vainqueur de la Coupe du Pakistan P : Promu de deuxième division |

## Bilan de la saison
| Championnat du Pakistan de football 2014-2015                        |                               |
| Champion                                                             | K-Electric FC (1er titre)     |
| Coupes et trophées                                                   |                               |
| Vainqueur de la Coupe du Pakistan 2014-2015                          | Khan Research Laboratories FC |
| Qualifications continentales                                         |                               |
| Coupe de l'AFC 2016                                                  | K-Electric FC                 |
| Promotions et relégations                                            |                               |
| Promus en Championnat du Pakistan de football                        | Pakistan Navy FC              |
| Promus en Championnat du Pakistan de football                        | Baloch FC Nushki              |
| Relégués en Championnat du Pakistan de football de deuxième division | Pakistan Railways FC          |
| Relégués en Championnat du Pakistan de football de deuxième division | Baloch FC Quetta              |